# Музыка Андорры
Музыка Андорры имеет сходство с народной музыкой близлежащих районов Франции и Испании, особенно с музыкой Каталонии, в частности, танцем сардана. В числе других народных танцев Андорры известны контрапас (распространён в столице, Андорра-ла-Велья) и танец Святой Анны (распространён в общине Эскальдес-Энгордань).
Музыкальные программы передают радиостанции Radio Andorra и музыкальная радиостанция Andorra Música.
В Андорре проходят музыкальные фестивали, такие как музыкальный фестиваль ChamJam, фестиваль в Ордино и Международный джазовый фестиваль в Эскальдес-Энгордань. Скрипач Жерар Кларе возглавляет Национальный молодёжный оркестр Андорры. Андоррский виолончелист Луис Кларет в 1977 году стал лауреатом Международного конкурса виолончелистов Мстислава Ростроповича.
Национальный гимн Андорры — композиция «El Gran Carlemany» («Карл Великий»), утверждённый 8 сентября 1914 года, автор музыки — Энрик Марфань Бонс (Enric Marfany Bons).

## Евровидение
Андорра шесть раз принимала участие в конкурсе Евровидение (с 2004 до 2009 годы). В 2004 году Андорру на «Евровидении» представляла певица и актриса Марта Роуре с песней «Jugarem a estimar-nos», которая заняла восемнадцатое место в полуфинале. Это было первое исполнение на «Евровидении» песни на каталанском языке. Лучшего результата на «Евровидении» Андорра добилась в 2007 году, когда рок-группа Anonymous с песней Salvem El Món заняла 12-е место из 28 в полуфинале. С 2010 года Андорра решила отказаться от участия в «Евровидении» в целях сокращения расходов на телевещание, и с тех пор участия в конкурсе не принимает.